# در راه من (ترانه آلن واکر، سابرینا کارپنتر و فاروکو)
«در راه من» (انگلیسی: On My Way) ترانه‌ای از دی‌جی نروژی آلن واکر، خواننده آمریکایی سابرینا کارپنتر و خواننده پورتوریکویی فاروکو است که در ۲۱ مارس ۲۰۱۹ از طریق ام‌ئی‌آر و سونی میوزیک منتشر شد. فارکو همچنین یک ورس به زبان اسپانیایی اضافه کرد.